# Бентенг-Фредебург
Бентенг-Фредебург (индон. Benteng Vredeburg) — музей-форт, имеющий историческую ценность для Индонезии, находится в г. Джокьякарта рядом с дворцом (кератон) султанов Джокьякарты.

## История
В 1760 году, по просьбе Нидерландов, султан Джокьякарты Хаменгкубувоно I построил квадратный форт, возле султанского дворца (кератон). Сооружение по форме напоминает черепаху с четырьмя лапами, на каждом углу стоят сторожевые башни:  Jayawisesa (северо-западный угол), Jayapurusa (северо-восточный угол), Jayaprakosaning (юго-западный угол) и Jayaprayitna (юго-восточный угол).  Затем, под руководством нидерландского архитектора Франса Хаака, в 1767 году форт был подвержен реконструкции, появился ров, после чего получил название «Форт Рустенбург».
Главное назначение форта заключалось в охране султанского дворца, хотя расположение  данного сооружения давало возможность, в случае восстания, перенаправить пушки и на дворец султана.
Разрушительное землетрясение в 1867 году в городе Джокьякарта, не обошло стороной и форт, после окончания катаклизма, его перестраивали и реформировали, после этого «Форт Рустенбург» переименован в «Форт Фредебург», что означает "Форт мира".

## Музей
9 августа 1980 года с одобрения султана Хаменгкубувоно IX форт стал центром информации и развитии национальной культуры. С апреля 1985 года началась реставрация, для превращения форта в музей борьбы и уже в 1987 году музей был открыт для публики. 23 ноября 1992 года музей официально получил своё настоящее название «Музей Фредебург». Помимо сооружений, имеющих историческую ценность, в музее имеется коллекция живописи, диорамы на темы индонезийской истории.